# RX Волка
RX Волка (лат. RX Lupi), HD 329889 — одиночная переменная звезда в созвездии Волка на расстоянии (вычисленном из значения параллакса) приблизительно 4663 световых лет (около 1430 парсеков) от Солнца. Видимая звёздная величина звезды — от менее +14m до +10m.

## Характеристики
RX Волка — красный гигант, пульсирующая переменная звезда, мирида (M) спектрального класса M3e-M6II-IIIe-M8:, или M3, или M4e. Эффективная температура — около 3291 K.